# Anders Rosén (socialdemokrat)
Jan Anders Rosén, född 25 november 1958 i Skutskärs församling i Uppsala län, död 15 november 2020 i Martin Luthers distrikt i Halmstad, var en socialdemokratisk kommunpolitiker verksam i Halmstad. Mellan 2006 och 2018 var han kommunalråd i Halmstad kommun.

### Webbkällor
- ”Anders Rosén (S)”. Halmstad kommun. Arkiverad från originalet den 5 november 2016. https://web.archive.org/web/20161105224824/https://www.halmstad.se/kommunpolitik/politikochbeslut/kommunrad/andersrosens.3241.html#. Läst 5 november 2016.